# Szan (betű)
A szan (Ϻϻ) a görög ábécé tizennyolcadik betűje, az s betű és hang.
Ez a betű korán kikerült az ábécéből, még az úgynevezett „klasszikus” kor előtt. Csak a kisbetűs formáját használták, nagybetűs alakját csak később, a középkor során alakították ki.